# Sprintvärldsmästerskapen i kanotsport 2009
Sprintvärldsmästerskapen i kanotsport 2009 anordnades den 12-16 augusti 2009 i Dartmouth i Nova Scotia i Kanada. 

## Medaljsummering
| Pl.    | Nation       | Guld | Silver | Brons | Totalt |
| ------ | ------------ | ---- | ------ | ----- | ------ |
| 1      | Tyskland     | 7    | 8      | 3     | 18     |
| 2      | Ungern       | 6    | 4      | 2     | 12     |
| 3      | Ryssland     | 1    | 5      | 3     | 9      |
| 4      | Vitryssland  | 7    | 0      | 0     | 7      |
| 5      | Frankrike    | 0    | 2      | 4     | 6      |
| 6      | Spanien      | 2    | 1      | 1     | 4      |
| 7      | Azerbajdzjan | 1    | 1      | 1     | 3      |
| 8      | Sverige      | 0    | 2      | 1     | 3      |
| 9      | Slovakien    | 0    | 1      | 2     | 3      |
| 10     | Kanada       | 0    | 0      | 3     | 3      |
| 11     | Polen        | 1    | 1      | 0     | 2      |
| 12     | Litauen      | 1    | 0      | 1     | 2      |
| 13     | Australien   | 0    | 1      | 1     | 2      |
| 14     | Uzbekistan   | 1    | 0      | 0     | 1      |
| 15     | Ukraina      | 0    | 1      | 0     | 1      |
| 16     | Kuba         | 0    | 0      | 1     | 1      |
| 17     | Italien      | 0    | 0      | 1     | 1      |
| 18     | Portugal     | 0    | 0      | 1     | 1      |
| 19     | Rumänien     | 0    | 0      | 1     | 1      |
| 20     | Sydafrika    | 0    | 0      | 1     | 1      |
| Totalt | Totalt       | 27   | 27     | 27    | 81     |

### Herrar

#### Kanadensare
| Gren                | Guld                                                                                         | Tid      | Silver                                                                     | Tid      | Brons                                                                      | Tid      |
| C-1 200 m           | Valentin Demyanenko (AZE)                                                                    | 39.048   | Nikolaj Lipkin (RUS)                                                       | 39.234   | Jevgenijus Šuklinas (LTU)                                                  | 39.978   |
| C-1 500 m           | Dzianis Harazja (BLR)                                                                        | 1:49.723 | Nikolaj Lipkin (RUS)                                                       | 1:49.750 | Mathieu Goubel (FRA)                                                       | 1:50.714 |
| C-1 1000 m          | Vadim Menkov (UZB)                                                                           | 3:55.497 | Mathieu Goubel (FRA)                                                       | 3:56.047 | Sebastian Brendel (GER)                                                    | 4:00.215 |
| C-1 4 x 200 m relay | Ryssland Jevgenij Ignatov Nikolaj Lipkin Viktor Melantiev Ivan Sjtyl                         | 2:49.838 | Ungern Attila Bozsil László Foltán Gábor Horváth Attila Vajda              | 2:51.977 | Frankrike Mathieu Goubel Thomas Simart William Tchamba Bertrand Hemonic    | 2:52.455 |
| C-2 200 m           | Litauen Tomas Gadeikis Raimundas Labuckas                                                    | 36.433   | Ryssland Jevgenij Ignatov Ivan Sjtyl                                       | 36.753   | Tyskland Stefan Holtz Robert Nuck                                          | 37.085   |
| C-2 500 m           | Tyskland Stefan Holtz Robert Nuck                                                            | 1:41.310 | Ryssland Jevgenij Ignatov Ivan Sjtyl                                       | 1:41.782 | Azerbajdzjan Sergey Bezuqlı Maksim Prokopenko                              | 1:42.660 |
| C-2 1000 m          | Tyskland Erik Leue Tomasz Wylenzek                                                           | 3:37.380 | Azerbajdzjan Sergey Bezuqlı Maksim Prokopenko                              | 3:37.462 | Ryssland Nikolaj Lipkin Viktor Melantiev                                   | 3:38.758 |
| C-4 200 m           | Belarus Aljaksandr Bahdanovitj Dzmitryj Rabtjanka Aljaksandr Valtjetski Dzmitryj Vajtsisjkin | 34.147   | Ryssland Aleksandr Kostoglod Nikolaj Lipkin Viktor Melantiev Sergej Ulegin | 34.499   | Ungern Attila Bozsil László Foltán Gábor Horváth Gergo Nemeth              | 35.235   |
| C-4 1000 m          | Belarus Dzianis Harazja Dzmitryj Rabtjanka Dzmitryj Vajtsisjkin Aljaksandr Valtjetski        | 3:21.595 | Tyskland Chris Wend Thomas Lück Erik Rebstock Ronald Verch                 | 3:22.141 | Rumänien Cătălin Costache Silviu Simioncencu Iosif Chirila Andrei Cuculici | 3:23.733 |

#### Kajak
| Gren                | Guld                                                                         | Tid      | Silver                                                                      | Tid      | Brons                                                                        | Tid      |
| K-1 200 m           | Ronald Rauhe (GER)                                                           | 35.134   | Oleh Charytonov (UKR)                                                       | 35.650   | Artiom Kononjuk (RUS)                                                        | 35.696   |
| K-1 500 m           | Ronald Rauhe (GER)                                                           | 1:37.605 | Anders Gustafsson (SWE)                                                     | 1:37.679 | Ken Wallace (AUS)                                                            | 1:38.225 |
| K-1 1000 m          | Max Hoff (GER)                                                               | 3:29.425 | Anders Gustafsson (SWE)                                                     | 3:30.976 | Adam van Koeverden (CAN)                                                     | 3:31.285 |
| K-1 4 x 200 m relay | Spanien Francisco Llera Saúl Craviotto Carlos Pérez Ekaitz Saies             | 2:27.422 | Tyskland Norman Bröckl Jonas Ems Torsten Lubisch Ronald Rauhe               | 2:28.530 | Frankrike Guillaume Burger Arnaud Hybois Sébastien Jouve Jean Baptiste Lutz  | 2:29.614 |
| K-2 200 m           | Belarus Vadzim Machneŭ Raman Petrusjenka                                     | 32.229   | Spanien Saúl Craviotto Carlos Pérez                                         | 32.231   | Kanada Andrew Willows Richard Dober, Jr.                                     | 32.653   |
| K-2 500 m           | Belarus Vadzim Machneŭ Raman Petrusjenka                                     | 1:29.408 | Ungern Zoltan Kammerer Gabor Kucsera                                        | 1:29.695 | Tyskland Hendrick Bertz Marcus Gross                                         | 1:30.372 |
| K-2 1000 m          | Spanien Emilio Merchan Diego Cosgaya                                         | 3:14.610 | Australien David Smith Luke Morrison                                        | 3:15.809 | Kuba Reiner Torres Carlos Montalvo                                           | 3:16.071 |
| K-4 200 m           | Belarus Vadzim Machneŭ Raman Petrusjenka Dziamjan Turtjyn Taras Valko        | 30.412   | Slovakien Juraj Tarr Erik Vlček Richard Riszdorfer Michal Riszdorfer        | 30.525   | Ryssland Aleksandr Djatjenko Sergej Chovanskij Stepan Sjevtjuk Roman Zarubin | 30.608   |
| K-4 1000 m          | Belarus Vadzim Machneŭ Artur Litvintjuk Raman Petrusjenka Aljaksej Abalmasaŭ | 2:57.437 | Frankrike Guillaume Burger Vincent Lecrubier Philippe Colin Sébastien Jouve | 2:58.022 | Slovakien Juraj Tarr Erik Vlček Richard Riszdorfer Michal Riszdorfer         | 2:58.593 |

### Damer

#### Kajak
| Gren                | Guld                                                                         | Tid      | Silver                                                                         | Tid      | Brons                                                                     | Tid      |
| K-1 200 m           | Nataša Janić (HUN)                                                           | 40.866   | Marta Walczykiewicz (POL)                                                      | 41.209   | Anne Laure Viard (FRA)                                                    | 41.357   |
| K-1 500 m           | Katalin Kovács (HUN)                                                         | 1:51.149 | Katrin Wagner-Augustin (GER)                                                   | 1:51.633 | Josefa Idem (ITA)                                                         | 1:51.860 |
| K-1 1000 m          | Katalin Kovács (HUN)                                                         | 3:59.846 | Franziska Weber (GER)                                                          | 4:00.429 | Bridgette Hartley (RSA)                                                   | 4:00.966 |
| K-1 4 x 200 m relay | Tyskland Fanny Fischer Nicole Reinhardt Katrin Wagner-Augustin Conny Waßmuth | 2:50.806 | Ungern Zomilla Hegyi Krisztina Fazekas Nataša Janić Tímea Paksy                | 2:51.756 | Kanada Kia Byers Emilie Fournel Genevieve Orton Karen Furneaux            | 2:54.638 |
| K-2 200 m           | Ungern Nataša Janić Katalin Kovács                                           | 37.508   | Tyskland Fanny Fischer Nicole Reinhardt                                        | 37.682   | Slovakien Ivana Kmeťová Martina Kohlová                                   | 37.774   |
| K-2 500 m           | Ungern Danuta Kozák Gabriella Szabó                                          | 1:41.144 | Tyskland Fanny Fischer Nicole Reinhardt                                        | 1:42.023 | Sverige Josefin Nordlöw Sofia Paldanius                                   | 1:42.276 |
| K-2 1000 m          | Polen Małgorzata Chojnacka Beata Mikołajczyk                                 | 3:40.425 | Tyskland Tina Dietze Carolin Leonhardt                                         | 3:40.502 | Ungern Dalma Benedek Erika Medveczky                                      | 3:43.020 |
| K-4 200 m           | Tyskland Tina Dietze Carolin Leonhardt Katrin Wagner-Augustin Conny Waßmuth  | 35.049   | Ungern Krisztina Fazekas Nataša Janić Katalin Kovács Tímea Paksy               | 35.075   | Portugal Beatriz Gomes Helena Rodrigues Teresa Portela Joana Sousa        | 35.657   |
| K-4 500 m           | Ungern Dalma Benedek Danuta Kozák Nataša Janić Katalin Kovács                | 1:33.090 | Tyskland Tina Dietze Carolin Leonhardt Katrin Wagner-Augustin Nicole Reinhardt | 1:33.094 | Spanien Beatriz Manchón Maria Teresa Portela Jana Smidakova Sonia Molanes | 1:34.973 |